# Marcin Kobierski
Marcin Kobierski (ur. 13 kwietnia 1977 w Człuchowie) – polski kajakarz, dwukrotny mistrz świata, olimpijczyk.

## Życiorys
Kanadyjkarz sekcji kajakowej CWZS Zawisza Bydgoszcz. Urodzony w Człuchowie, gdzie rozpoczął karierę sportową. Następnie rozwijał się w Wałczu, by trafić do bydgoskiego klubu. Dwukrotny mistrz świata na kanadyjce podwójnej (C-2) na dystansie 1000 m wraz z Michałem Śliwińskim w Poznaniu (2001) oraz w Sewilli (2002). Wicemistrz Europy w C-2 na 1000 m z Michałem Śliwińskim z Segedynu (2002), a także brązowy medalista z konkurencji C-4 na 1000 m z Mediolanu (2001) z Marcinem Grzybowskim, Adamem Ginterem i Romanem Rynkiewiczem.
Olimpijczyk z Atlanty (1996), gdzie startował w kanadyjkach dwójkach na 500 m z Pawłem Baraszkiewiczem (odpadli w półfinale).
Mistrz Polski w konkurencji C-2 na 500 m (2000), C-2 na 1000 m (2001) i C-4 na 1000 m (1999).
W 2003 został na dwa lata zdyskwalifikowany za stosowanie niedozwolonych środków dopingujących, po powrocie z dyskwalifikacji nie odnosił już większych sukcesów.
Sierżant Wojska Polskiego. Od 2003 mieszka w Bydgoszczy z żoną Mileną i synem Aleksandrem.